# Syrtlingur
Syrtlingur est un volcan sous-marin situé dans le Sud de l'Islande, à proximité de l'île de Surtsey. Il s'est formé en 1965 au cours d'une éruption volcanique de cinq mois qui a construit une île rapidement submergée par l'érosion marine pour donner naissance à un mont sous-marin culminant, une quarantaine d'années après l'éruption, à trente-deux mètres sous la surface de l'eau,.

## Géographie
Syrtlingur est situé dans le Sud de l'Islande, à l'extrémité méridionale de l'archipel des îles Vestmann, à 600 mètres à l'est-nord-est de l'île de Surtsey.
Il s'agit d'un volcan monogénique ayant formé un mont sous-marin après érosion d'une île temporaire au cours d'une éruption volcanique sous-marine. Après s'être élevée jusqu'à soixante-dix mètres d'altitude et avoir mesuré jusqu'à 0,15 km2 de superficie, l'île, formée par une accumulation de téphras, a été rapidement érodée par les vagues qui ont rabaissé son altitude à trente-deux mètres sous le niveau de la mer, une quarantaine d'années après son émersion,.
De même que l'île de Surtsey et les monts sous-marins voisins de Surtla et Jólnir, Syrtlingur est inclus dans la zone tampon maritime de ce site inscrit sur la liste du patrimoine mondial de l'Unesco depuis 2008.

## Histoire
Alors que l'éruption de Surtsey connait une accalmie depuis cinq jours avec l'arrêt de l'émission de lave, les volcanologues observent le 22 mai 1965 la formation d'un panache volcanique s'élevant de la surface de la mer à 600 mètres à l'est-nord-est de Surtsey. Ils en déduisent qu'une éruption sous-marine y a cours avec l'émission de lave qui se fragmente en téphras. Par l'accumulation de ces matériaux, une nouvelle île, baptisée Syrtlingur, apparait, culmine à soixante-dix mètres d'altitude et atteint une superficie de 0,15 km2. Lorsque son éruption cesse le 17 octobre 1965, le volcan n'a pas émis de coulées de lave qui auraient pu protéger l'île de l'érosion marine. Elle est alors rapidement érodée si bien que le 17 octobre, elle est entièrement engloutie sous les flots et culmine à trente-deux mètres sous le niveau de la mer trente-cinq ans après la fin de son éruption,.